# Java (danse)
Pour les articles homonymes, voir Java.
La java est une danse de bal musette. D'origine populaire, elle est apparue dans les années 1910 à Paris et est devenue très appréciée et pratiquée dans les bals musette parisiens au début des années 1920.

## Une étymologie incertaine
Selon le Dictionnaire étymologique du français et le Nouveau Dictionnaire étymologique et historique, le mot est dérivé du nom de l'île de Java. En revanche, dans le Dictionnaire culturel en langue française, 1922 : « argot, faire la java, danser en remuant les épaules, origine inconnue », il n'y a pas de rapport avec l'île de Java ou avec une corruption supposée auvergnate de « ça va » en « cha va, java ». Le mot s'est répandu dans l'usage populaire avec le sens « d'astuce, de manœuvre dans les années 1930, l'expression connaitre la java, qui signifie connaitre la musique, est quant à elle sortie d'usage ».

## Histoire
La java, dérivée de la mazurka italienne, s'est développée dans les milieux très populaires, par réaction contre le formalisme de la valse. En recherchant une danse plus simple, plus sensuelle, mais aussi nécessitant moins de place dans les dancings encombrés. C'est une valse rapide qui se danse à petits pas, de manière très rapprochée, avec un mouvement très typique du bassin. Les rythmes de croche pointée-double et les triolets sont caractéristiques de cette danse dont les temps, notamment le premier, sont très marqués..
La java se danse avec des petits pas à trois temps, non pas tournés comme dans la valse, mais dandinés.
Le danseur met souvent les mains sur les fesses de la danseuse qui elle-même accroche ses mains autour du cou du danseur. 
La java comporte une figure tout à fait originale : 
le déroulé. Le couple est en position fermée, mais les partenaires se tiennent avec leurs bras dans le dos et sur un côté. Par exemple, le garçon met ses bras dans son dos vers sa droite, et la fille dans son dos vers sa gauche. Lors d'une phrase musicale forte, le couple pivote sur lui-même, le garçon se retrouve avec les bras sur sa droite et la fille ses bras sur sa gauche.
Cette forme nécessite de soigner la position de départ : le garçon doit mettre son bras droit au-dessus du bras gauche. En effet, en cas de position inverse, les bras se croisent lors du pivot qui devient impossible.
[réf. nécessaire]

## Quelques titres de java dans la chanson française
- Mistinguett : La Java, 1922
- Andrex - Mistinguett - Arletty : La belote (On fait une petite belote), 1924
- Georgius : La plus bath des javas, 1925 (paroles de Georgius, musique de Trémolo)
- Mistinguett et Jean Gabin : La java de Doudoune, 1928
- V. Marceau : Ça gaze, 1929
- Jean Gabin : Viens Fifine, 1934
- Alibert : Un petit cabanon, 1935
- Darcelys : Une partie de pétanque, 1936
- Fernandel : Ma créole, 1938
- Georges Guétary : Le p'tit bal du samedi soir, 1947
- Francis Lemarque : Rue de Lappe, 1950
- Georges Brassens : Les amoureux des bancs publics, 1953 et le couplet d' Embrasse les tous, 1960
- Boris Vian : La Java des chaussettes à clous, 1954
- Charles Trenet : La Java du diable, 1955
- Boris Vian : La Java des bombes atomiques, 1955
- Les Frères Jacques : Totor têtu, 1955
- Lucienne Delyle : Java, 1956
- Patachou : La bague à Jules, 1957
- Léo Ferré : Java partout, 1957
- Guy Béart : La Gambille, 1957
- Georges Brassens : Embrasse-les tous, 1960
- Jean-Roger Caussimon : La Java de La Varenne, 1961
- Claude Nougaro : Le Jazz et la Java, 1962
- Salvatore Adamo : Les Filles du bord de mer, 1965
- Régine : La java dis donc, 1967
- Francis Lemarque : L'orphelin de la java, 1978

Les deux titres qui suivent portent mention de java : ce sont tout de même deux valses... (voir partition d'origine)
- Fréhel : la Java bleue, 1938, (Koger/V. Scotto) Editeurs associés et SACEM dans Cent ans de chansons françaises: 1929-1939
- Édith Piaf : L'Accordéoniste, 1942 (Michel Emer) Ed. SEMI Meridian

De même, La Javanaise de Serge Gainsbourg (1963) et La Java de Broadway de Michel Sardou (1977), malgré leurs titres, n'ont aucun rapport avec cette danse. La première se réfère davantage à l'argot javanais, la seconde à l'expression populaire « Faire la java » (faire la fête).